# Le Charivari
Le Charivari – satyryczne czasopismo ilustrowane publikowane w Paryżu, w latach 1832–1937. Publikowało karykatury, rysunki polityczne oraz recenzje. Po 1835 roku, kiedy rząd zakazał karykatury politycznej, „Le Charivari” zaczął wydawać satyry codziennego życia.

## Historia i profil
„Le Charivari” został założone przez karykaturzystę Charlesa Philipona i jego szwagra Gabriela Auberta w celu zmniejszenia ryzyka finansowego związanego z karami cenzury. W tym samym czasie publikowali także satyryczną, antymonarchistyczną ilustrowaną gazetę „La Caricature”, która miała więcej stron i była drukowana na droższym papierze.
„Le Charivari” też zawierał treści humorystyczne, ale nie były tak bardzo polityczne. Pismo było publikowane codziennie od 1832 do 1936 roku, a następnie co tydzień do 1937 roku.

## Wybrani współtwórcy
- Amédée de Noé, znany jako Cham
- Honoré Daumier
- Alexandre-Gabriel Decamps
- Achille Devéria
- Gustave Doré
- Las Eugene
- Paul Gavarni
- André Gill
- Alfred Grévin
- Jean Ignace Isidore Gérard, znany jako Grandville
- Paul Hadol
- Alfred Le Petit
- Maurice Loutreuil
- Henry Monnier
- Louis Touchagues
- Gaspard-Félix Tournachon, znany jako Nadar
- Charles-Joseph Traviès de Villers, znany jako Traviès

## Wybrani twórcy wnoszący wkład
- Louis Desnoyers
- Louis Leroy
- Henri Rochefort
- Agénor Altaroche
- Philibert Audebrand
- Charles Bataille
- Clément Caraguel
- Albert Cler
- Taxile Delord
- Louis Adrien Huart
- Jaime
- Henry Maret

## Wybrane ilustracje

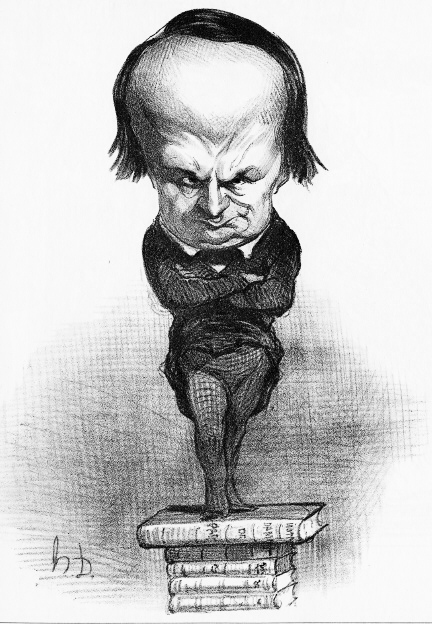
Litografia Victora Hugo autorstwa Honoré'a Daumiera (opublikowana 20 lipca 1849)
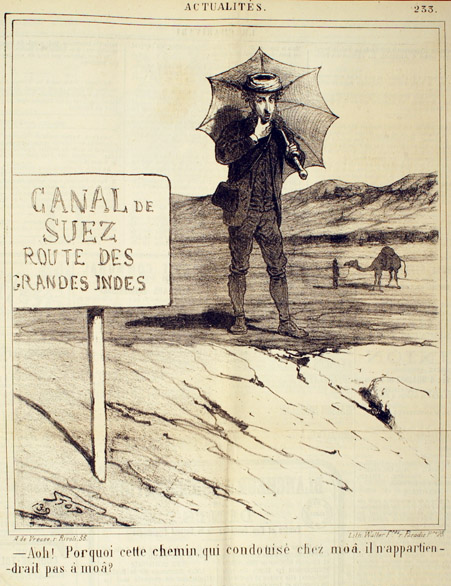
Litografia autorstwa Louisa Morel-Retz (15 listopada 1869)
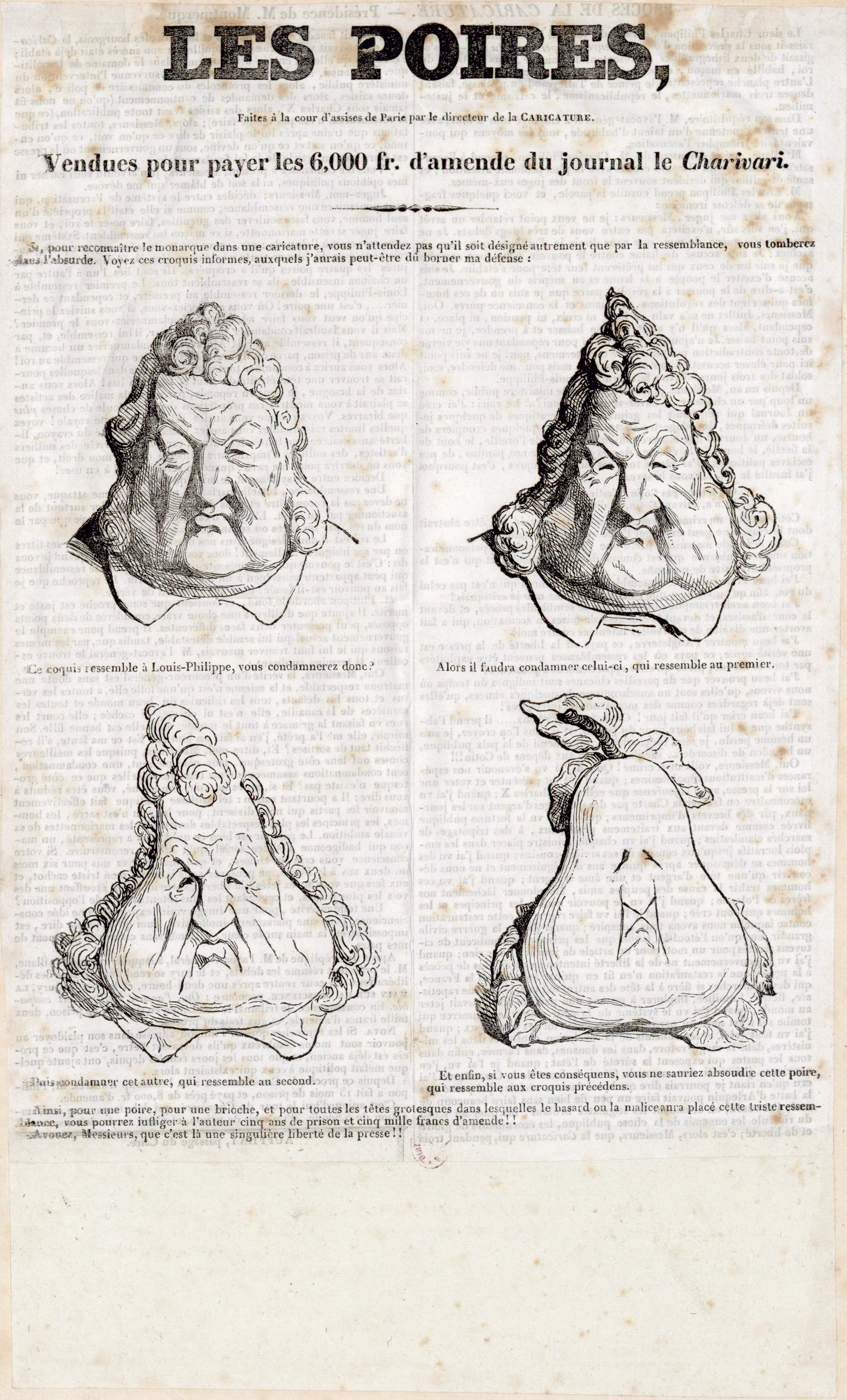
Karykatura Ludwika Filipa (opublikowana 17 stycznia 1834)
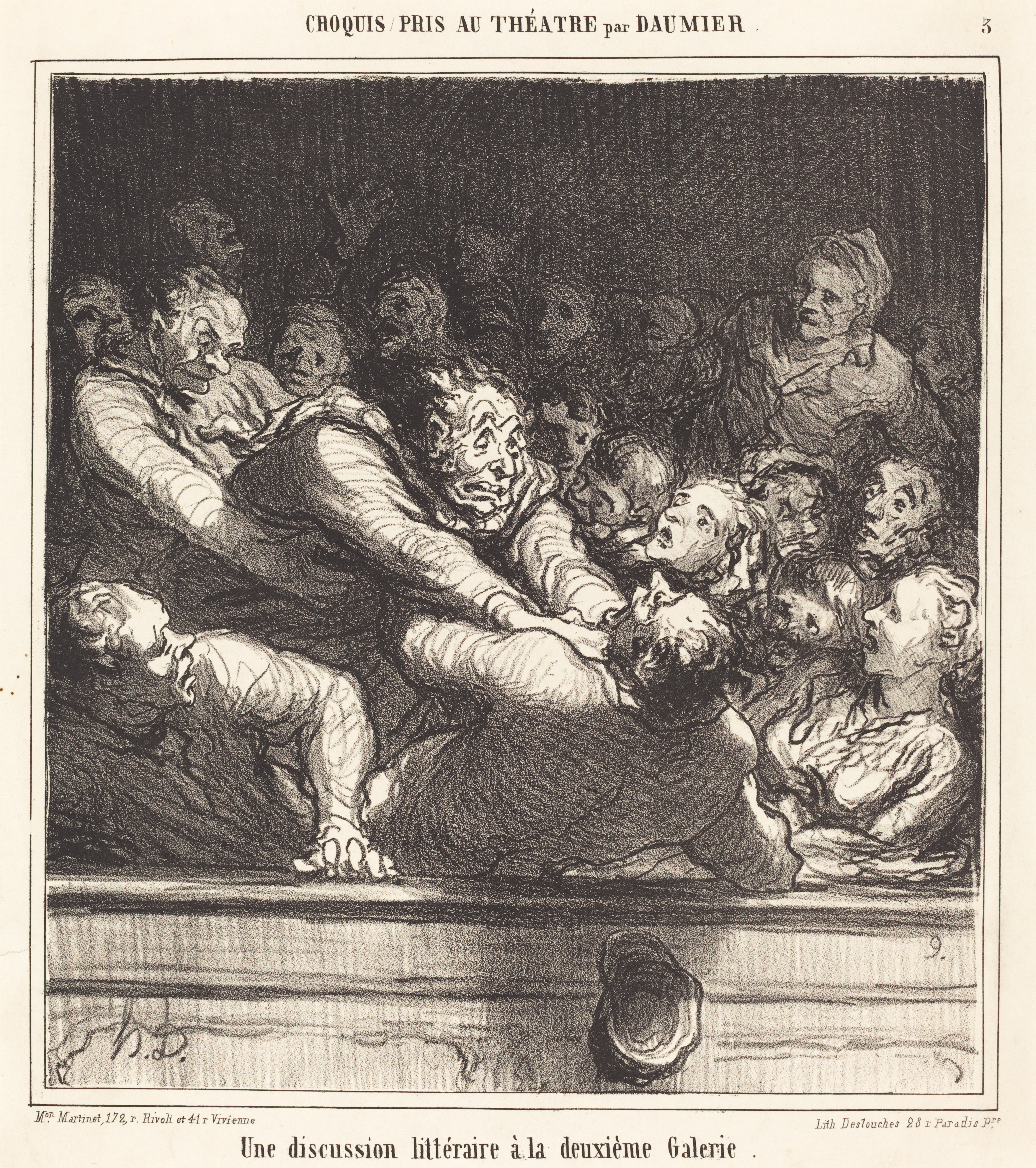
Litografia autorstwa Honoré’a Daumiera (27 lutego 1864)
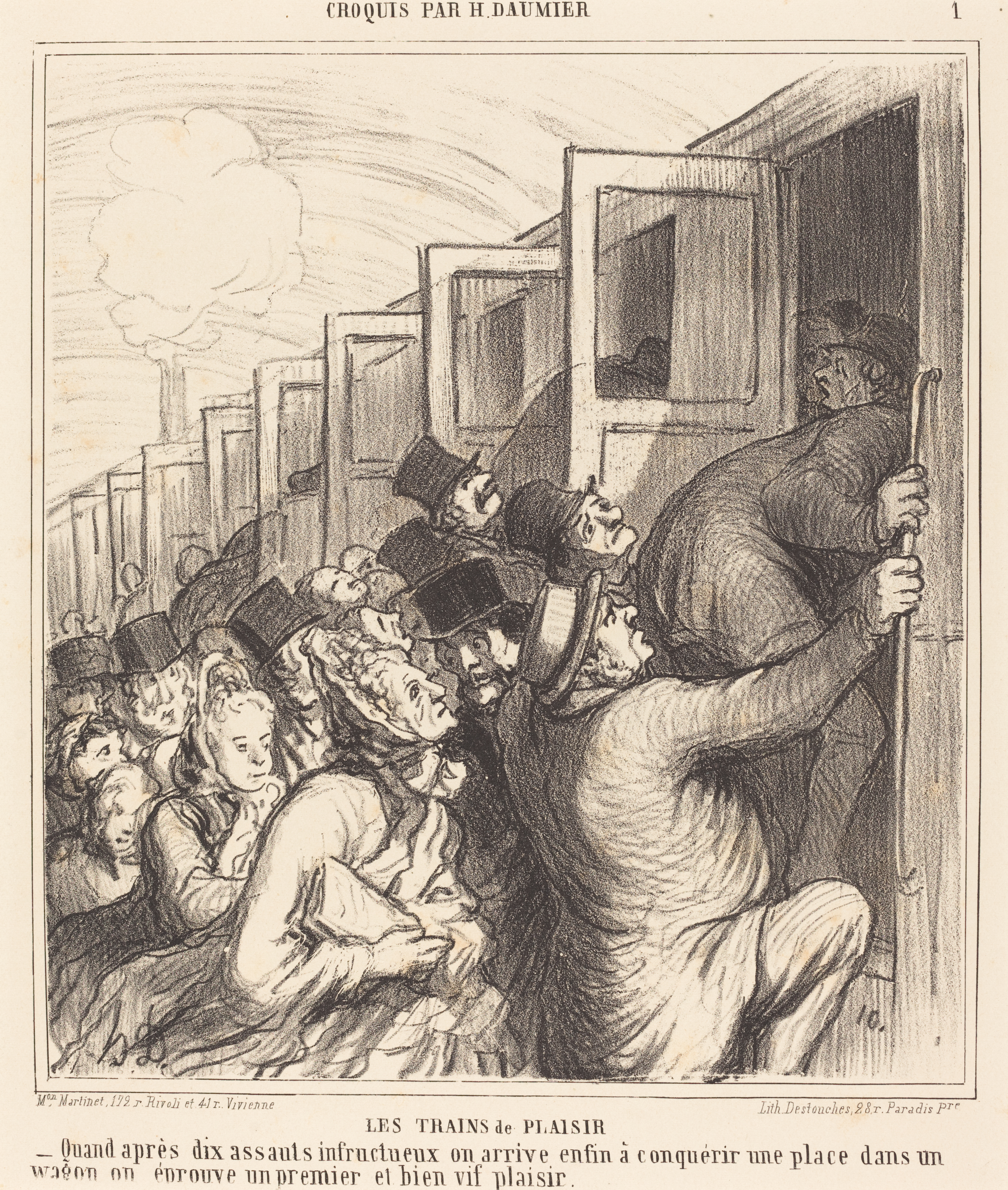
Litografia by Honoré'a Daumiera (1864)
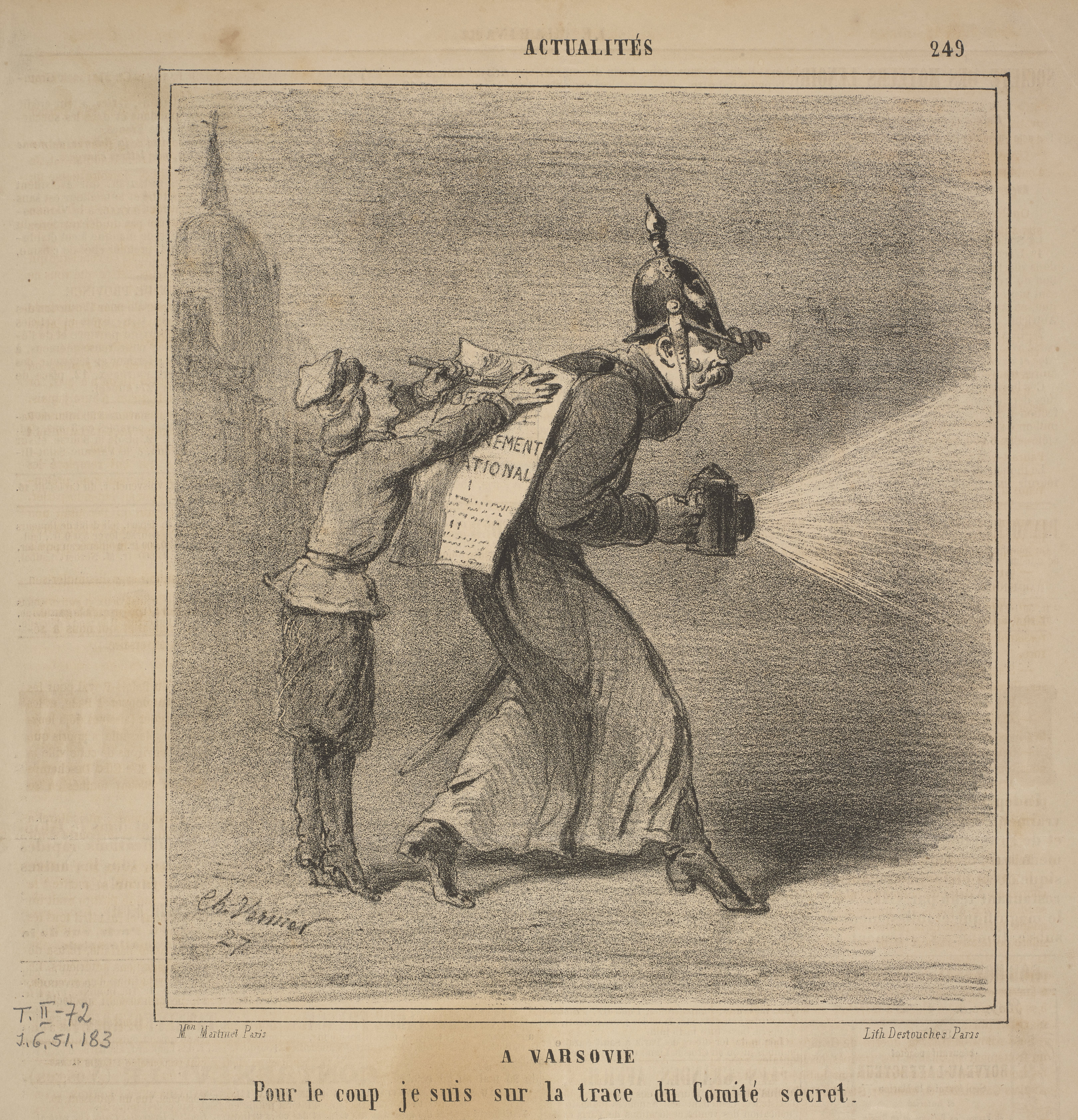
Karykatura policji carskiej w czasie powstania styczniowego (1863)